# Vreni Häussermann
Verena Häussermann conocida como Vreni Häussermann es una científica y bióloga alemana que reside en Chile desde 1994.

## Biografía
Es directora del Centro Científico Huinay e investigadora asociada de la Pontificia Universidad Católica de Valparaíso.
El trabajo de investigación de Häussermann se centra en el levantamiento de información sobre la biodiversidad de los fiordos de la Patagonia chilena. Entre sus principales hallazgos se encuentran los extensos bancos de corales de aguas frías en zonas superficiales de la Patagonia, algo único en el mundo.
Con el premio que recibió en 2016 de Rolex, se realizó el documental Regalos de Plata, dirigido por Eddie Frost y estrenado en 2018, basado en sus 20 años de trabajo, descubrimientos y los peligros que corre la biodiversidad de la Patagonia por la contaminación, la pesca de arrastre y el cambio climático.

## Premios
- Premios Rolex a la Iniciativa, 2016.[5]